# Szöllőssy Enikő

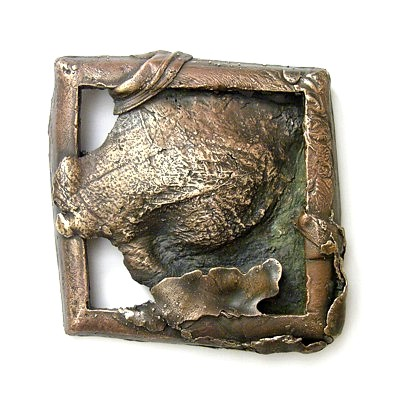
Szöllőssy Enikő: Meditáció 3 – becsukott pillantás bronz, viaszveszejtéses öntés, 95x95mm

Szöllőssy Enikő (Budapest, 1939. szeptember 13. –) Munkácsy Mihály-díjas magyar szobrász és éremművész.
A köztéri alkotások és kisplasztikák mellett jelentős az éremművészeti tevékenysége. Filozofikus, egyedi hangvételű alkotásai mellett, rendszeresen készít a Magyar Nemzeti Bank felkérésére emlékérme terveket. Kiemelkedőek egyedi viaszveszejtéses öntészeti eljárással készült érmei, kisplasztikái. Digitálisan létrehozott képgrafikával is foglalkozik. Ő tervezte a Blattner Géza-díj érmét.

## Tanulmányai
- 1959-1960 Magyar Iparművészeti Főiskola, Budapest. Mestere: Borsos Miklós.
- 1960-1965 Magyar Képzőművészeti Főiskola, Budapest. Mesterei: Szabó Iván, Pátzay Pál

## Kiállításai

### Csoportos kiállítások (válogatás)
- 1977-1987, 1991-1997, 2001, 2003 Országos Érembiennále, Lábasház, Sopron
- 1967-1979, 1983-1989, 1993-2001, 2005 Országos Kisplasztikai Biennále, Pécs
- 1973-1979, 83, 87, 1992-2002, 2007 FIDEM Nemzetközi Éremművészeti Kiállítás
- 1977 Nemzetközi Szobrászati Biennálé, Antwerpen
- 1980 IV. Aresei Szobrászati Biennálé, Monza
- 1980 Mai magyar éremművészet, Oslo
- 1982 Mai magyar éremművészet, Puskin Múzeum, (Moszkva), Ermitázs (Leningrád)
- 1983 VI. Nemzetközi Dante Biennálé, Ravenna
- 1983 Tendenciák a kortárs magyar művészetben, Salas de Bellas Artes, Madrid
- 1984-1988 Siklósi Művésztelep kiállításai
- 1986 XIV. Nemzetközi Kisplasztikai Biennálé, Palazzo della Ragione, Padova
- 1987 Mágikus művek, Budapest Galéria Lajos u., Budapest
- 1991 Szűk kapu, Budapest Galéria, Budapest
- 1992 SIAC Kiállítás, Barcelona
- 1993 Modern Magyar Éremművészet, Magyar Nemzeti Galéria, Budapest
- 1997 Határesetek, Budapest Galéria, Budapest
- 2001 Dante in Ungheria, Ravenna
- 2002 Duna, Moldva, és Visztula mentén. Éremkészítők és műveik, Éremművészeti Múzeum, Wrocław
- 2005 Határesetek az Éremművészetben III., MKISZ Székháza, Budapest
- 2006 Emlékeink - 1956 Budapest, MKISZ Székháza, Budapest; Éremművészeti Múzeum, Wrocław

### Egyéni kiállításai (válogatás)

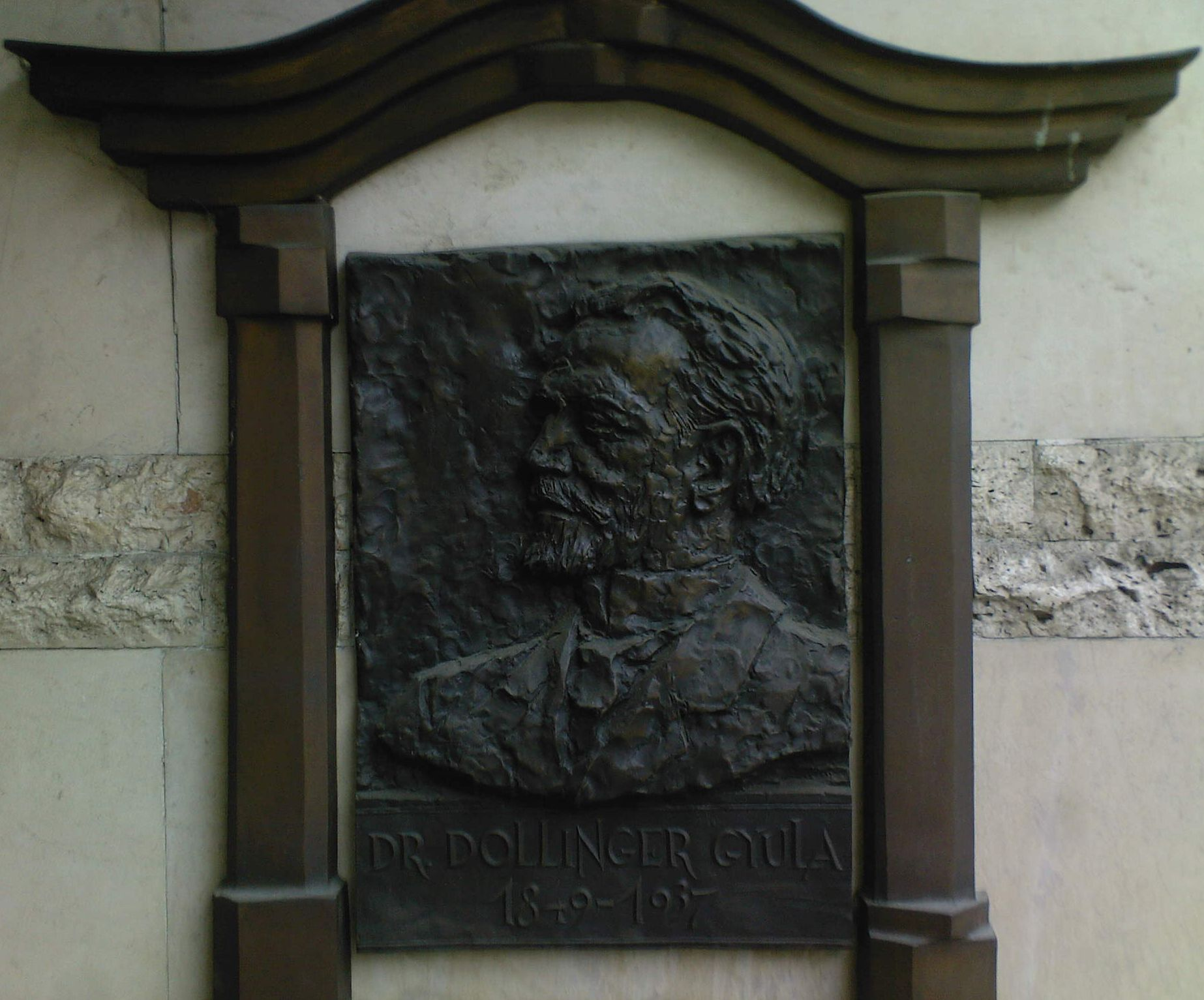
Szöllőssy Enikő: Dr. Dollinger Gyula emléktábla

- 1980 Műcsarnok, Kamaraterem, Budapest
- 1981 Művelődési Ház, Veszprém (Ásztai Csabával)
- 1982 Művelődési Ház, Paks
- 1983 Művelődési Központ, Salgótarján
- 1985 Vas utcai Szabadtéri Galéria (Trombitás Tamással), Budapest
- 1986 Budapest Galéria Lajos utcai Kiállítóháza (Trombitás Tamással), Budapest
- 1988 „Töredékek” Szent Erzsébet templom oratóriuma, Sárospatak
- 1992 Kollor Galéria, Budapest
- 1993 Liszt Ferenc Múzeum, Lábasház, Sopron
- 1994 Semmelweis Orvostudományi Egyetem, Budapest
- 1996 „Uton” Bencés Apátság Kiállítóterme, Pannonhalma
- 1998 „Transztrendek” Bencés Apátság Kőtára, Tihany
- 1998 Danubius Hotel, Budapest
- 1999 Kortárs Galéria, Kecskemét
- 1999 Thermál Hotel, Budapest
- 2000 „Digitális grafikák” Dunaholding, Budapest
- 2000 „Úton” - szobrok, érmek, határesetek. Városi Galéria, Nyíregyháza
- 2003 Grand Hotel Hungaria, Budapest
- 2004 Vízivárosi Galéria, Budapest (Muzsnay Ákossal és Nagy Judittal)
- 2005 „Átmenet” Budapest, Semmelweis Orvostörténeti Múzeum
- 2007 „Árnyék” szövetségi kiállításon külön részleg, Zikkurat Galéria, Budapest

## Díjai, elismerései (válogatás)
- 1979 Munkácsy Mihály-díj
- 1983 Nemzetközi Dante Kisplasztikai Biennálé, Ravenna, aranyérem
- 1985 Országos Kisplasztikai Biennále, Pécs, a Siklósi Szimpózium díja
- 1987 Országos Kisplasztikai Biennále, Pécs, a Baranyai Alkotótelepek díja
- 1987 Országos Érembiennále, Sopron, SZOT-díj
- 1987 SZOT-díj
- 1991 Országos Érembiennále, Sopron, Ferenczy Béni-díj
- 1994 Magyar Köztársasági Arany Érdemkereszt
- 1995 Országos Érembiennále, Sopron, a Képző- és Iparművészeti Lektorátus díja
- 1999 Nemzetközi Éremművészeti és Kisplasztikai Alkotótelep, Nyíregyháza-Sóstó, Pro Arte aranyérem
- 2001 Országos Érembiennále, Sopron, Civitas Fidelissima-díj
- 2006 Dante Kiállítás, Budapest, a Nemzeti Kulturális Örökség Minisztériumának díja
- 2016 Ligeti Erika-díj

## Köztéri munkái (válogatás)
- 1967 Bartók Béla-portré (bronz, Hidas, Művelődési Ház)
- 1968 Móra Ferenc (vörös márvány dombormű, Kiskunfélegyháza, Általános Iskola)
- 1969 Szent Rita (fa, Pásztó, római katolikus templom)
- 1970 játszótéri plasztikák (műkő, Felsőpetény, Állami Gyermekotthon)
- 1973 Kis herceg (bronz, kő, Szolnok, Általános Iskola)
- 1975 Csomópont (acélplasztika, Dunaújváros, Szoborpark)
- 1975 Tisza (vörösréz, lemezplasztika, Szeged, Tarjánvárosi lakótelep)
- 1975 Életfa (fa, Cserhátsurány, római katolikus templom)
- 1976 Ady Endre-portré (bronz, Bodony, Művelődési Ház)
- 1977 Vasvirág (acélplasztika, Dunaújváros, Római városrész)
- 1978 játszótéri plasztika (műkő, Balassagyarmat)
- 1981 Kitörés (acélplasztika, spirálcső, Dunaújváros, Szoborpark)
- 1983 Három üzlet cégére (vörösrézlemez, Budapest, Baross tér)
- 1984 Kereszt (bronz, fa, Budapest, Táltos u.-i lelkészség)
- 1985 Fatimai Mária (vörösréz plasztika, Kálmánháza, római katolikus templom)
- 1985 Jelképes sír elhunyt tanárok és diákok emlékére (mészkő, vörösrézlemez, Szentendre, Ferences Gimnázium)
- 1986 kapu és kultúrdomb (kerámiaoszlopok vasvázzal, kerémiatöredékekkel, Siklós, Alkotóház kertje)
- 1988 Remenyik Zsigmond-portré (bronz, kő, Füzesabony, Remenyik Zs. Gimnázium)
- 1989 Keresztút (vörösréz dombormű, Kálmánháza, római katolikus templom)
- 1990 embléma-relief (vörösréz, Budapest, HÍD Családsegítő Központ)
- 1991 Kereszt és Keresztút (bronz, illetve a 14 stáció bronz, pirogránit, 1991, Budapest, Keleti Károly u.-i templom)
- 1992 II. világháborús emlékmű (kő, pirogránit, Cigánd)
- 1993 Dr. Dollinger Gyula-portré (bronz, Budapest, Országos Onkológiai Intézet)
- 1994 Szűz Mária (bronz, Kisbodak, római katolikus templom)
- 1995 Pietà (vörösréz dombormű, Budapest, Káposztásmegyeri római katolikus templom)
- 1995 Feltámadt Krisztus (bronz, Budapest, Káposztásmegyeri római katolikus templom)
- 1996 Kereszt (bronz, Tihany, Apátság altemplom)
- 1998 Balassi Bálint-portré (bronz, Budapest, Margitsziget)
- 1999 Szent Pál (műkő, Jászárokszállás, római katolikus templom)
- 1998 Budapest, Margitsziget, Balassi Bálint portré (bronz 60x50 cm)
- 1999 Jászárokszállás, rk. templom, Szent Pál (műkő, 190 cm)
- 2000 Debrecen, Szent Anna plébánia, Kereszt (aranyozott bronz, fa, 50x50 cm)
- 2003 Budapest, Hidegkút-Ófalu, „Naposzlop" (aranyozott bronz, kő és betonoszlop 250x70x40 cm)
- 2004 Budapest, Közgazdaságtudományi Egyetem; Markos György portré (bronz, '/0x50 cm) Markos György mellszobra
- 2006 Budapest, Magyar Nemzeti Bank, Emléktábla (bronz, 130 x 100 cm)
- 2006 Budapest, Országos Onkológiai Intézet„Reménység" park (kő, bronz500 x 300 x 180 cm)

## Tagságai
- 1965 - Magyar Népköztársaság Művészeti Alapja, majd a MAOE
- 1969 - Magyar Képzőművészek és Iparművészek Szövetsége (MKISZ)
- 1996 - Magyar Szobrász Társaság (MSZT)
- 1983 - FIDEM (Federation International de la Medaille)

## Közéleti szerepvállalásai
- 1983 óta FIDEM vezetőségi tagja, magyar delegátusa